# Federazione calcistica dell'Asia centrale e meridionale
La Federazione calcistica dell'Asia centrale e meridionale, ufficialmente Central and South Asian Football Federation e nota con l'acronimo CSAFF, è stato uno dei quattro gruppi regionali in cui era organizzata l'Asian Football Confederation, la confederazione calcistica asiatica. 
La CSAFF raggruppava 6 associazioni nazionali dell'Asia centrale e 7 associazioni nazionali dell'Asia meridionale. A partire dal 9 febbraio 2015, la CSAFF ha cessato di esistere e le associazioni ad essa affiliate sono confluite, in parte, nella South Asian Football Federation e, in parte, nella Central Asian Football Federation.

## Associazioni affiliate
- Afghanistan
- Bangladesh
- Bhutan
- India
- Iran
- Kirghizistan
- Maldive
- Nepal
- Pakistan
- Sri Lanka
- Tagikistan
- Turkmenistan
- Uzbekistan